# 愚行録
『愚行録』（ぐこうろく）は、貫井徳郎のミステリー小説。2006年3月22日に東京創元社より刊行され、第135回直木賞の候補となった。2017年に映画化された。

## あらすじ
エリートサラリーマン家庭であった田向一家惨殺事件から1年経ち、事件は犯人が見つからないまま迷宮入りしていた。その時、ある記者が、田向夫妻の同僚や学生時代の同級生、元恋人などに、夫妻との思い出や人柄についてインタビューして回る。すると、一見理想的な夫婦と思われた二人の本性が現れてくる。

## 映画
第73回ヴェネツィア国際映画祭 オリゾンティ・コンペティション部門正式上映作品。2017年度新藤兼人賞銀賞受賞（石川慶）。

### キャスト
- 田中武志：妻夫木聡[4]
- 田中光子：満島ひかり[4]
- 田向浩樹：小出恵介[4]
- 宮村淳子：臼田あさ美[4]
- 稲村恵美：市川由衣[4]
- 夏原（田向）友希恵：松本若菜[4]
- 尾形孝之：中村倫也[4]
- 山本礼子：松本まりか[5]
- 渡辺正人：眞島秀和[4]
- 橘美紗子：濱田マリ[4]
- 杉田茂夫：平田満[4]
- 三橋孝子（武志・光子の母）：山下容莉枝[6]
- 岩田（武志の上司）：髙橋洋[7]
- 丸山（週刊テラス編集長）：山崎直樹[8]
- 中山唯：相馬有紀実[9]
- 垣内早苗：橘美緒[10]
- 大友祐一：小林竜樹[11]
- 松永：植田健
- 田向の隣人：はやしだみき[12]
- 文應の学生：前田公輝
- 村本：小松勇司[13]
- 中村陽子：横山葵子[14]
- 三橋：田野良樹
- 三橋大樹：藤野大輝[15]
- 田向夫妻の娘：渡辺彩恵[16]
- 刑務官：鯉沼トキ[17]
- 田向の同僚：梅舟惟永[18]
- バスの乗客：酒向芳、小貫加恵

### スタッフ
- 原作：貫井徳郎『愚行録』（創元推理文庫刊）
- 監督・編集：石川慶
- 脚本：向井康介
- 音楽：大間々昂
- 撮影監督：ピオトル・ニエミイスキ
- 照明：宗賢次郎
- 美術：尾関龍生
- 録音：久連石由文
- キャスティング：吉川威史
- 助監督：川口浩史
- 製作担当：伊達真人
- 編集：太田義則
- 衣装：森口誠治
- 装飾：篠田公史
- メイク：那須野詞
- 音響効果：柴崎憲治
- 音楽プロデューサー：杉田寿宏
- エグゼクティブ・プロデューサー：森昌行
- Coエグゼクティブ・プロデューサー：吉田多喜男
- アソシエイト・プロデューサー：川城和実、太田哲夫、福田太一、二宮清隆
- プロデューサー：加倉井誠人
- ライン・プロデューサー：小宮慎二
- オリジナル・サウンドトラック：Anchor Records
- 配給：ワーナー・ブラザース映画、オフィス北野
- 製作：『愚行録』製作委員会（バンダイビジュアル、テレビ東京、ワーナー・ブラザース映画、東北新社、オフィス北野）

## 受賞
- 2017年度新藤兼人賞 銀賞
- 第27回日本映画プロフェッショナル大賞 新人監督賞
- 第39回ヨコハマ映画祭
  - 助演女優賞（臼田あさ美、松本若菜）
  - 新人監督賞
  - ベストテン第7位